# The Flower of No Man's Land
The Flower of No Man's Land è un film muto del 1916 diretto da John H. Collins. Nel ruolo della protagonista, la moglie del regista, la nota attrice Viola Dana.

## Trama
L'indiano Kahoma adotta Echo, un'orfana a cui viene dato il nome di Flower of No Man's Land (Fiore della Terra di Nessuno). Ormai cresciuta e diventata donna, la ragazza è corteggiata da Big Bill, un cowboy innamorato di lei. Ma, all'arrivo nel West di Roy Talbot, un noto cantante, Echo dimentica il cowboy e, affascinata dal nuovo venuto, accetta di sposarlo, lasciando tutto per seguirlo all'Est. 
La sua felicità ha breve durata: Roy, in città, trascura la moglie dedicandosi tutto al suo pubblico. Echo torna delusa nel deserto. Lì, scopre che Roy era già sposato con un'altra, pure lei abbandonata anni prima. Kahoma si metta alla ricerca di Roy e, quando lo ritrova, per vendicare l'onore della figlia, uccide il traditore. Echo ora è libera di tornare dal suo cowboy, sempre innamorato di lei.

## Produzione
Il film fu prodotto dalla Columbia Pictures Corporation.

## Distribuzione
Distribuito dalla Metro Pictures Corporation, il film uscì nelle sale cinematografiche USA il 26 giugno 1916. Il copyright del film, richiesto dalla Columbia Pictures Corp., fu registrato il 27 giugno 1916 con il numero LP8590.